# Eloceria discolor
Eloceria discolor är en tvåvingeart som först beskrevs av Villeneuve 1942.  Eloceria discolor ingår i släktet Eloceria och familjen parasitflugor. Inga underarter finns listade i Catalogue of Life.